# Basquetebol nos Jogos Pan-Americanos de 2003
O Basquetebol nos Jogos Pan-Americanos de 2003 foi disputado no Palacio de los Deportes Virgilio Travieso Soto, em Santo Domingo, de 02 a 08 de Agosto de 2003.
A semifinal do basquete feminino foi bastante tumultuada. Brasil e Estados Unidos fizeram um jogo equilibrado. Ainda no primeiro quarto, um ponto foi adicionado para as americanos sem que nenhuma bola tivesse caído na cesta. A comissão técnica brasileira reclamou, mas os árbitros não mudaram de ideia. As imagens da TV mostraram claramente que o ponto surgiu "do nada". O fato mudou toda a história da partida, já que o jogo terminou empatado no tempo normal em 61 a 61. No fim, com a prorrogação, a partida terminou 75 a 69 para as americanas.

## Países participantes
Um total de 12 delegações enviaram equipes para as competições de basquetebol. Argentina, Brasil, Canadá e Estados Unidos participaram tanto do torneio masculino quanto do feminino.
| - ARG Argentina (24) - BRA Brasil (24) - CAN Canadá (24) - CUB Cuba (12) - USA Estados Unidos (24) | - MEX México (12) - PUR Porto Rico (12) - DOM República Dominicana (24) - URU Uruguai (12) |

## Medalhistas
| Evento             | Ouro | Prata | Bronze |
| ------------------ | --- | --- | --- |
| Feminino detalhes  | CUB Cuba | Jenni Benningfield Rebekkah Brunson Jamie Carey Roneeka Hodges Laurie Koehn Janel McCarville Loree Moore Nicole Powell Ann Strother Lindsay Taylor Iciss Tillis Barbara Turner USA Estados Unidos                   | BRA Brasil |
| Masculino detalhes | Marcelinho Machado Arnaldinho Filho Dede Barbosa Valtinho Silva Murilo Becker Demétrius (basquetebolista) Alex Garcia Anderson Varejão Guilherme Giovannoni Tiago Splitter André Pereira Renato Pinto BRA Brasil | José Vargas Franklin Western Carlos Payano Carlos Paniagua Otto Ramírez Miguel Angel Pichardo Amaury Filion Luis Flores Jack Michael Martínez Carlos Morban Jeffrey Greer Francisco García DOM República Dominicana | Rick Apodaca Carlos Arroyo Larry Ayuso Sharif Fajardo Bobby Joe Hatton Antonio Latimer Jorge Rivera Daniel Santiago Orlando Santiago Alejandro Carmona Peter John Ramos Richie Dalmau PUR Porto Rico |

## Quadro de medalhas
| Ordem | País                     | Medalha de ouro | Medalha de prata | Medalha de bronze |   |
| ----- | ------------------------ | --------------- | ---------------- | ----------------- | - |
| 1     | BRA Brasil               | 1               |                  | 1                 | 2 |
| 2     | CUB Cuba                 | 1               |                  |                   | 1 |
| 3     | DOM República Dominicana |                 | 1                |                   | 1 |
| 3     | USA Estados Unidos       |                 | 1                |                   | 1 |
| 5     | PUR Porto Rico           |                 |                  | 1                 | 1 |
| TOTAL | TOTAL                    | 2               | 2                | 2                 | 6 |